# Джонсон, Селия
Дама Селия Элизабет Джонсон (англ. Celia Elizabeth Johnson, 18 декабря 1908 — 25 апреля 1982) — британская актриса.
Селия Джонсон начала свою актёрскую карьеру на театральной сцене в 1928 году, а затем добилась успеха в Вест-Энде и на Бродвее. Помимо этого она несколько раз появилась и на большом экране, где достигла наибольшего успеха в 1945 году, когда за роль в кинокартине «Короткая встреча» была номинирована на «Оскар» за лучшую женскую роль. Актриса пять раз становилась номинанткой на престижную премию «BAFTA» и дважды её удостаивалась за роли в фильме «Расцвет мисс Джин Броди» (1969) и телесериале «Игра на сегодня» (1973).
Большую часть своей актёрской карьеры она провела на телевидении и в театре, где играла вплоть до своей внезапной смерти от инсульта в 1982 году, который случился у неё во время игры с друзьями в бридж.

## Награды
- BAFTA

1970 — «Лучшая актриса второго плана» («Расцвет мисс Джин Броди»)
1974 — «Лучшая актриса на телевидении» («Игра на сегодня»)